# Gigantón

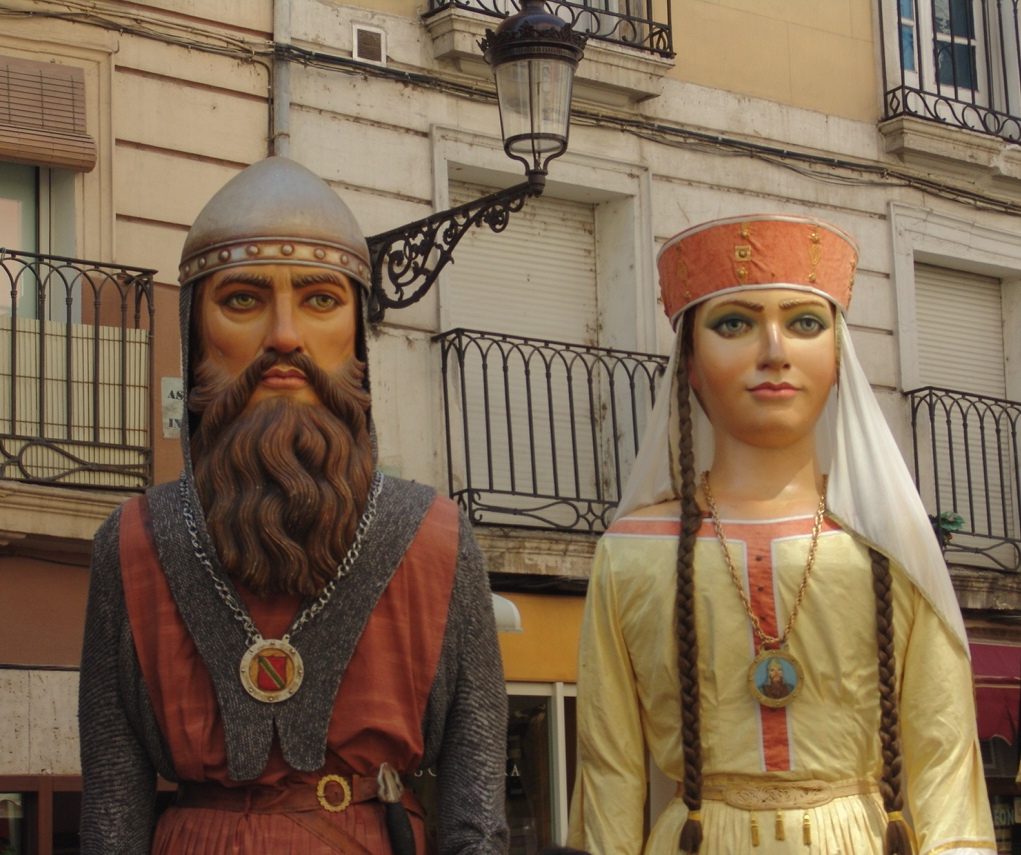
Gigantones de Burgos

Se llama gigantón o gigante a unas figuras antropomóficas gigantescas que puede portar una persona en procesiones y actos festivos. 
Los gigantones, enanos, dragones, la tarasca, la mulassa, el león y demás figuras que preceden a las procesiones del Corpus Christi simbolizan, en el imaginario católico, la idolatría y demás errores y los vicios vencidos por el Cristianismo y también que dichos vicios y errores huyen avergonzados y llenos de espanto ante la presencia real del Santísimo Sacramento en el altar. Siendo en dichas procesiones llevado en triunfo el Sacramento, los vencidos van delante del vencedor. Otros[¿quién?] sienten que la presencia de tales figuras es una alegoría de la omnipotencia del Señor ante la cual se humillan los más fuertes y casi todos ven en dichas figuras una demostración del júbilo que inunda los corazones de los fieles como se ve también con los bastoneros o balls de bastons. 

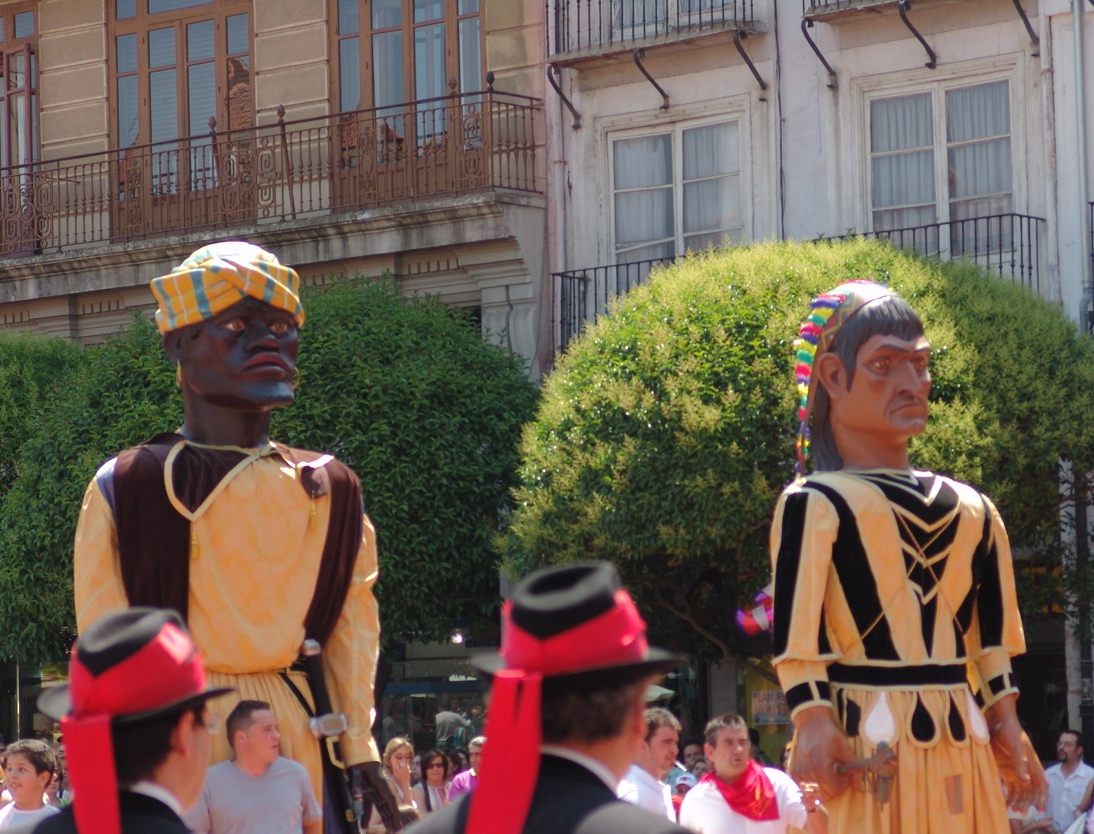
Gigantones de Burgos

Se ignora la época en que se conocieron los primeros gigantones, siendo muy posible[cita requerida] que se introdujeran inmediatamente después de la expulsión de los moros y judíos apoyándonos en el traje de turco que hasta mediados del siglo XIX vistieron en general. 
Muchas ciudades de España los tienen: en Barcelona, además de los de la ciudad, hay los de la parroquia de Santa María del Mar, los de Santa María del Pino y algunos otros. Los de Burgos son muy notables. 
Recientemente, los Gigantones (llamados Gigantes) junto con los Cabezudos participan más en celebraciones festivas que religiosas, formando una comparsa que desfila por las calles de la ciudad. Los primeros interpretan bailes en parejas y los segundos corren a los chiquillos con una tralla.
En Cataluña, donde existe una importante cultura gigantera, el gigantón (en catalán: gegantó) se diferencia del gigante por su menor tamaño. Según la definición aprobada en el Segundo Congreso de Cultura Popular y Tradicional Catalana, en 1995, "el gigantón es un gigante de dimensiones superiores a la figura humana, pero marcadamente más reducidas que las de la media de los gigantes. Sea como sea, es conducido por personas de altura adulta". Se desconoce su origen exacto, pero se sabe que ya existían en el siglo XVIII, cuando gracias a su reducido tamaño podían participar en espectáculos teatrales o fiestas palaciegas. Actualmente en  Cataluña hay una presencia muy numerosa de estas figuras, ya que resultan más fáciles de portar y bailar que los gigantes.